# Brachyphalangie

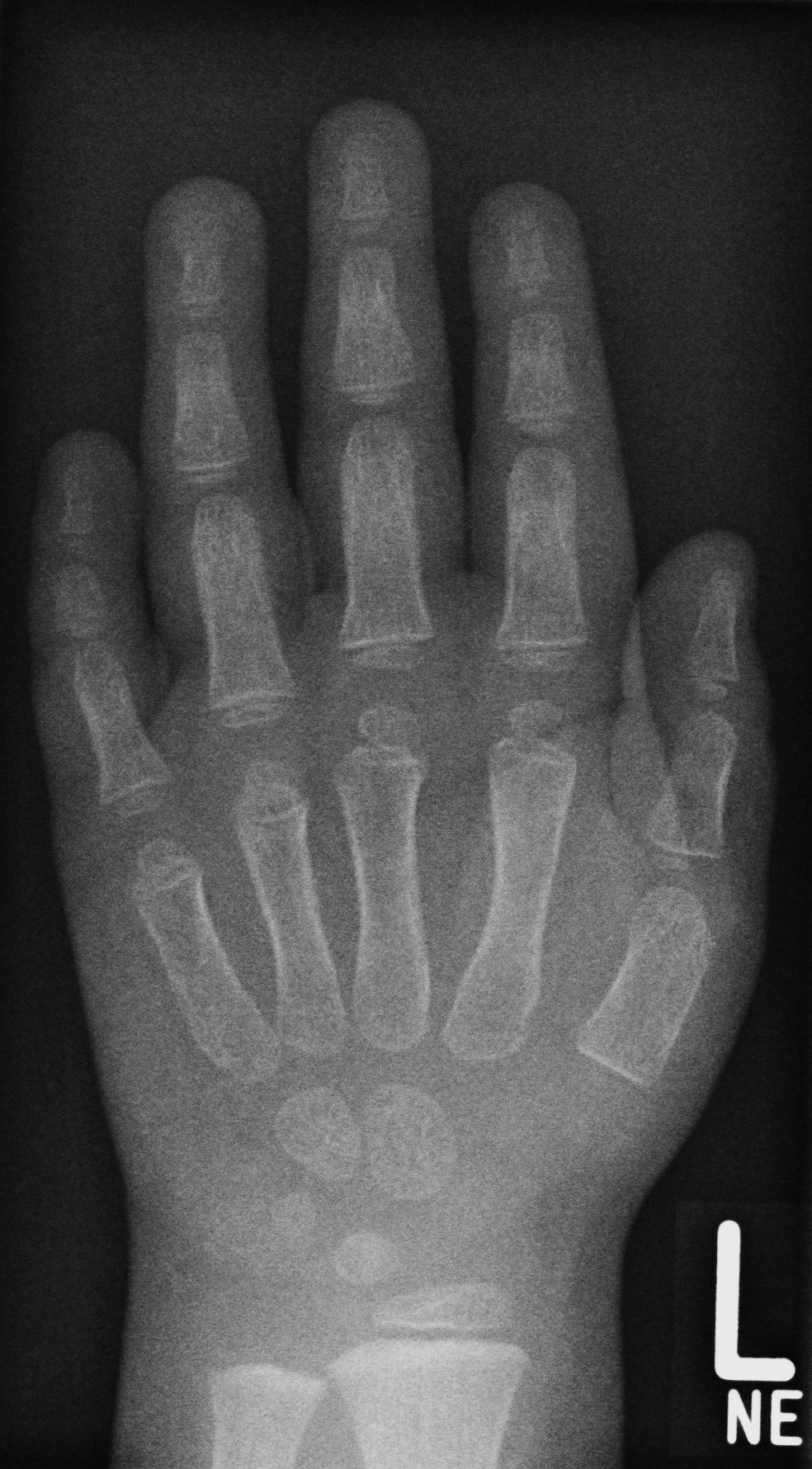
Brachymesophalangie am Kleinfinger bei einem 3,5 Jahre alten Jungen

Unter Brachyphalangie versteht man allgemein die abnorme Verkürzung eines Gliedes von Fingern oder Zehen, teilweise jedoch auch eine Verkürzung von Mittelhand- oder Mittelfußknochen. Der Begriff ist synonym zur Brachydaktylie, bei der eine Klassifikation in zahlreiche Untertypen vorgenommen wurde
Man unterscheidet die
- Brachytelephalangie: Verkürzung des Endgliedes
- Brachymesophalangie: Verkürzung des Mittelgliedes. An der Hand ist meist der 5. Finger betroffen, oft zu finden bei Patienten mit Kleinwuchs.
- Brachybasophalangie: Verkürzung des Grundgliedes.
- Brachymetacarpie beschreibt die Verkürzung der Mittelhandknochen
- Brachymetatarsie beschreibt die Verkürzung der Mittelfußknochen